# 保興投資
保興投資控股有限公司，簡稱保興投資控股，以及保興投資（英語：Poly Investments Holdings Limited，港交所除牌時0263.HK），在1993年10月21日，由新貽投資控股有限公司更名而來，當時經營房產業務。曾是保利地產旗下公司，也就是1993年收購開始。
但在2004年，已被孫祖洪有關人士收購，再在2008年4月，已正式收購雲南錫業(控股)有限公司股權。而在2008年5月16日，更名為中國雲錫礦業集團有限公司至今。

## 連結
- CYTMG.com （页面存档备份，存于）